# Bacchisa dilecta
Bacchisa dilecta är en skalbaggsart som först beskrevs av Newman 1842.  Bacchisa dilecta ingår i släktet Bacchisa och familjen långhorningar.
Artens utbredningsområde är Filippinerna. Inga underarter finns listade.